# Phaonia fuscisquama
Phaonia fuscisquama är en tvåvingeart som först beskrevs av Wulp 1896.  Phaonia fuscisquama ingår i släktet Phaonia och familjen husflugor. Inga underarter finns listade i Catalogue of Life.